# أولاد ايطو لعبابسة (أولاد سيدي علي اشطايبة - لبراهمة 2)
أولاد ايطو لعبابسة هو دُوَّار يقع بجماعة الشلالات، عمالة المحمدية، جهة الدار البيضاء سطات في المملكة المغربية. ينتمي الدوّار لمشيخة أولاد سيدي علي اشطايبة - لبراهمة 2 التي تضم 3 دواوير. يقدر عدد سكانه بـ 76 نسمة حسب الإحصاء الرسمي للسكان والسكنى لسنة 2004.

## روابط خارجية
- البوابة الوطنية للجماعات الترابية
- المندوبية السامية للتخطيط